# Подзимние посевы
Подзи́мние посе́вы — осуществляют поздней осенью, когда температуры воздуха установится на отметке около 0°С, а температура почвы снизится до +2/+4°С. Наиболее эффективны подзимние посевы на земельных участках, где почва медленно оттаивает, долго прогревается и не успевает просохнуть до начала весенних полевых работ. Подзимние посевы дают возможность получить свежую продукцию на две недели раньше, чем при обычном посеве, а если ранней весной дополнительно укрыть посевы плёнкой, то сбор урожая будет ещё на неделю раньше. Обычно для подзимних посевов выбирают озимый чеснок, морковь, свёклу, петрушку, укроп, репчатый лук, шпинат, редис и даже цветы — использование данной методики избавляет от необходимости использовать рассаду этих культур.

## Агротехника
Осенью, после сбора урожая и перекопки почвы на огороде выделяют ровный, чистый от сорняков участок, защищённый от ветра, предназначенный для подзимних посевов. Наиболее оптимальны для подзимних посевов южные склоны или пригорки, которые быстрее просыхают весной и хорошо прогреваются солнцем. Почва на участке, выбранном для подзимнего посева, с целью предотвращения опасности смыва семян талыми водами должна быть лёгкой. Если почва на участке тяжёлая, для того чтобы избежать вредного воздействия избыточного увлажнения в осенне-зимний период заранее насыпают гряды. Почву готовят заранее: перекапывают, разравнивают и вносят калийнофосфорные удобрения из расчёта 20 г/м2 (азотные удобрения в зиму не вносят). При отсутствии осадков грядку поливают с целью спровоцировать рост сорняков, которые удаляют непосредственно перед проведением посева. Бороздки для высева семян нарезают на полтора-два сантиметра глубже, чем при весеннем севе. Посев дражированными или наклеенными на бумагу семенами даёт хорошие результаты. После высева и заделки семян в почву грядки прикрывают рубероидом, чёрной плёнкой или другим подходящим материалом, чтобы они не осыпались и не пересохли до стабильного промерзания почвы. Если земля успела замёрзнуть, то посев проводят «по черепку» (замёрзшей почве) сухими семянами увеличенной на 25—30 % по сравнению с весенней нормой высева. Когда выпадет первый снег, его сметают веником и снимают укрытие с грядки. Бороздки, оставшиеся после посева прикрывают слоем заранее заготовленного сухого песка, а сверху накрывают еловыми ветками, листвой или опилками. Ранней весной с подзимних посевов снимают укрытия и проводят подкормку растений золой из расчёта 1 стакан на 1 м2, либо вносят азотные и калийные удобрения по 15—20 г на 10 л воды. Дальнейший уход за посевами осуществляется так же, как и за весенними.

## Недостатки
Как и любой другой агротехнический приём данная методика имеет и свои минусы:
1. Морковь, свёкла, редис и лук могут дать много растений, которые «уйдут в стрелку». В случае репчатого лука следует сажать мелкие луковицы (диаметром до 2 см, которые практически не стрелкуются).
2. Урожай, полученный в результате подзимнего посева не подлежит длительному хранению.
3. Семена могут вымерзнуть: в случае малоснежной зимы сочетающейся с большими морозами при отсутствии возможности укрыть посевы вероятность гибели семян весьма высокая.
4. Очень трудно определиться со сроками посева:
  - во-первых, для разных местностей — разные сроки;
  - во-вторых, даже на территории одного и того же района зима в разные годы может существенно отличаться.